# Serkan Kırıntılı
Serkan Kırıntılı (* 15. Februar 1985 in Karataş, Türkei) ist ein türkischer Fußballtorhüter.

## Karriere

### Verein
Kırıntılı begann seine Laufbahn im Jahr 2002 bei Adanaspor und war bis 2004 dort tätig. Danach wechselte Serkan nach Ankara zu MKE Ankaragücü.
Am 31. August 2010 wechselte er zu Fenerbahçe Istanbul, wo er einen Zweijahresvertrag bis 2012 unterzeichnete. Er kam jedoch lediglich in Pokalspielen zum Einsatz. 2013 wechselte er zu Çaykur Rizespor.
Zur Saison 2015/16 wechselte Kırıntılı innerhalb der Süper Lig zu Konyaspor. Für Konyaspor spielte Kırıntılı fünfeinhalb Jahre lang und gewann während dieser Zeit den türkischen Pokal und Supercup. Er kam für Konyaspor zu 153 Ligaspielen. Im Januar 2021 wechselte der Torhüter zu Alanyaspor.

### Nationalmannschaft
Nationaltrainer Fatih Terim nominierte ihn einige Male zwischen 2007 und 2008 in den Kader der Türkei, er kam aber zu keinem Einsatz.
Nachdem er bei Çaykur Rizespor wieder zu alter Form zurückgefunden hatte, wurde er im November 2013 im Rahmen zweier Testspiele vom Nationaltrainer Fatih Terim in das Aufgebot der türkischen Nationalmannschaft nominiert. Auch während dieser Nominierung blieb ihm ein A-Länderspieldebüt verwehrt.
Am 28. Mai 2018 gab Kırıntılı gegen den Iran sein Debüt für die Türkei.

## Erfolge
Konyaspor
- Türkischer Fußballpokal: 2017
- Türkischer Fußball-Supercup: 2017